# Liste der denkmalgeschützten Objekte in Garsten
Die Liste der denkmalgeschützten Objekte in Garsten enthält die 16 denkmalgeschützten, unbeweglichen Objekte der Gemeinde Garsten im oberösterreichischen Bezirk Steyr-Land.

## Denkmäler
| Foto |                 | Denkmal                                                                                    | Standort                                           | Beschreibung | Metadaten |
| ---- | --------------- | ------------------------------------------------------------------------------------------ | -------------------------------------------------- | --- | --- |
| ja   | Datei hochladen | Kath. Pfarrkirche Mariae Himmelfahrt, ehem. Klosterkirche HERIS-ID: 20505 Objekt-ID: 16809 | Am Platzl Standort KG: Garsten                     | Die alte Klosterkirche von Garsten wurde 1677 abgetragen und bis 1685 vorerst durch Pietro Francesco Carlone und dann von seinen Söhnen Carlo Antonio Carlone und Giovanni Batista Carlone vollkommen neu errichtet. An der Bauausführung waren auch Bernhard Spaz (Polier), Peter Magnus Roß (Steinmetz), Johann Jakob Canevale und Johann Baptist Spaz (Steinmetz) beteiligt. Die Kirche wurde 1693 eingeweiht und gilt als ein bedeutendes Zeugnis der Barockbaukunst des 17. Jahrhunderts in Österreich. | BDA-Hist.: Q21686730 Status: § 2a Stand der BDA-Liste: 2025-06-30 Name: Kath. Pfarrkirche Mariae Himmelfahrt, ehem. Klosterkirche GstNr.: .63 Kath. Pfarrkirche Mariä Himmelfahrt, Garsten |
| ja   | Datei hochladen | Benediktinerkloster, heute Strafanstalt HERIS-ID: 20506 Objekt-ID: 16810                   | Am Platzl 1 Standort KG: Garsten                   | Der Bau wurde nach 1697 von Carlo Antonio Carlone begonnen und nach seinem Tod im Jahre 1708 von Jakob Prandtauer weitergeführt, jedoch nie vollkommen fertiggestellt. Das Kloster Garsten wurde 1787 aufgehoben und das Stiftsgebäude wird seit 1850 als Strafanstalt verwendet. | BDA-Hist.: Q2348599 Status: § 2a Stand der BDA-Liste: 2025-06-30 Name: Benediktinerkloster, heute Strafanstalt GstNr.: .62/1 Stift Garsten                                                 |
| ja   | Datei hochladen | Gasthaus, ehem. Stiftstaverne HERIS-ID: 20509 Objekt-ID: 16813                             | Am Platzl 3 Standort KG: Garsten                   | | BDA-Hist.: Q37854407 Status: Bescheid Stand der BDA-Liste: 2025-06-30 Name: Gasthaus, ehem. Stiftstaverne GstNr.: .78                                                                      |
| ja   | Datei hochladen | Ehem. Mesnerhaus HERIS-ID: 20507 Objekt-ID: 16811                                          | Am Platzl 13 Standort KG: Garsten                  | | BDA-Hist.: Q37854379 Status: § 2a Stand der BDA-Liste: 2025-06-30 Name: Ehem. Mesnerhaus GstNr.: .86 Garsten Mesnerhaus                                                                    |
| ja   | Datei hochladen | Hofschreiberhaus HERIS-ID: 10589 Objekt-ID: 6648                                           | Hötzelweg 3 Standort KG: Garsten                   | | BDA-Hist.: Q38073805 Status: Bescheid Stand der BDA-Liste: 2025-06-30 Name: Hofschreiberhaus GstNr.: .91 Garsten Hofschreiberhaus                                                          |
| ja   | Datei hochladen | Friedhof christlich HERIS-ID: 20508 Objekt-ID: 16812                                       | Klosterstraße 26, in der Nähe Standort KG: Garsten | Die Kreuzkapelle des Garstner Friedhofs steht in der Hauptachse des ehemaligen Stiftes Garsten. Sie wurde um 1720 auf einem Sockel mit einer zweiläufigen Treppe errichtet. Sie beherbergt eine überlebensgroße Kreuzigungsgruppe und hat ein schönes Tor aus Schmiedeeisen. Anmerkung: Auf dem GstNr. 369 befindet sich nur der Friedhof, die hier unter anderem abgebildete und beschriebene Kapelle steht auf GstNr. .22 innerhalb des GstNr. 370                                                         | BDA-Hist.: Q37854394 Status: § 2a Stand der BDA-Liste: 2025-06-30 Name: Friedhof christlich GstNr.: 369 Garsten Friedhof                                                                   |
| ja   | Datei hochladen | Bauernhof Mair auf der Wimm HERIS-ID: 20512 Objekt-ID: 16816                               | Mayrgutstraße 78 Standort KG: Garsten              | | BDA-Hist.: Q37854472 Status: Bescheid Stand der BDA-Liste: 2025-06-30 Name: Bauernhof Mair auf der Wimm GstNr.: .19                                                                        |
| ja   | Datei hochladen | Bildstock HERIS-ID: 20511 Objekt-ID: 16815                                                 | St. Berthold-Allee Standort KG: Garsten            | Der Bildstock mit den zwei spätgotischen Reliefs steht an der Straße nach Steyr und ist mit 1507 bezeichnet. | BDA-Hist.: Q37854447 Status: § 2a Stand der BDA-Liste: 2025-06-30 Name: Bildstock GstNr.: 886/3 Garsten Bildstock St.Berthold Allee                                                        |
| ja   | Datei hochladen | Wohnhaus, ehem. Hofkastnerhaus HERIS-ID: 20510 Objekt-ID: 16814                            | St. Berthold-Allee 27 Standort KG: Garsten         | | BDA-Hist.: Q37854434 Status: Bescheid Stand der BDA-Liste: 2025-06-30 Name: Wohnhaus, ehem. Hofkastnerhaus GstNr.: .166 Garsten Hofkastnerhaus                                             |
| ja   | Datei hochladen | Eisenbahnstrecke HERIS-ID: 45959 Objekt-ID: 47547                                          | Lokalbahn Steyr-Grünburg Standort KG: Pergern      | | BDA-Hist.: Q38018302 Status: Bescheid Stand der BDA-Liste: 2025-06-30 Name: Eisenbahnstrecke GstNr.: 1438/2                                                                                |
| ja   | Datei hochladen | Schloss Rosenegg HERIS-ID: 22432 Objekt-ID: 18765                                          | Roseneggstraße 8 (Schloß) Standort KG: Pergern     | Schloss Rosenegg wurde 1572 anstelle eines Bauerngutes erbaut. Es wurde jedoch erst 1693 fertiggestellt. | BDA-Hist.: Q15127799 Status: Bescheid Stand der BDA-Liste: 2025-06-30 Name: Schloss Rosenegg GstNr.: .32/1                                                                                 |
| ja   | Datei hochladen | Aufnahmsgebäude Bahnhof Pergern HERIS-ID: 38713 Objekt-ID: 38302                           | Tinstinger Straße 46 Standort KG: Pergern          | | BDA-Hist.: Q37983496 Status: Bescheid Stand der BDA-Liste: 2025-06-30 Name: Aufnahmsgebäude Bahnhof Pergern GstNr.: .130                                                                   |
| ja   | Datei hochladen | Bauernhof, Gartenbauerngut HERIS-ID: 22433 Objekt-ID: 18766                                | Tinstinger Straße 61 Standort KG: Pergern          | | BDA-Hist.: Q37869450 Status: Bescheid Stand der BDA-Liste: 2025-06-30 Name: Bauernhof, Gartenbauerngut GstNr.: .74                                                                         |
| ja   | Datei hochladen | Auer-Kapelle zu Dambach HERIS-ID: 20514 Objekt-ID: 16818                                   | nahe Auerstraße 5 Standort KG: Unterdambach        | | BDA-Hist.: Q37854481 Status: Bescheid Stand der BDA-Liste: 2025-06-30 Name: Auer-Kapelle zu Dambach GstNr.: .66                                                                            |
| ja   | Datei hochladen | Zaus-Mühle HERIS-ID: 20518 Objekt-ID: 16822                                                | Dambachstraße 3 Standort KG: Unterdambach          | | BDA-Hist.: Q37854522 Status: Bescheid Stand der BDA-Liste: 2025-06-30 Name: Zaus-Mühle GstNr.: .20                                                                                         |
| ja   | Datei hochladen | Wohnhaus HERIS-ID: 26119 Objekt-ID: 22581                                                  | Dambachstraße 88 Standort KG: Unterdambach         | | BDA-Hist.: Q37899570 Status: § 2a Stand der BDA-Liste: 2025-06-30 Name: Wohnhaus GstNr.: .147                                                                                              |